# Stegania wiltshirei
Stegania wiltshirei là một loài bướm đêm trong họ Geometridae.